# Liste des personnages de la Terre du Milieu
Cet article liste les personnages inventés par J. R. R. Tolkien dans le cadre de son univers de fiction de la Terre du Milieu.

## Ainur

### Valar
- Aulë
- Estë
- Lórien
- Mandos
- Manwë
- Morgoth
- Nessa
- Nienna
- Oromë
- Tulkas
- Ulmo
- Vairë
- Varda
- Vána
- Yavanna

### Maiar
- Alatar
- Arien
- Eönwë
- Fléau de Durin
- Gandalf
- Gothmog
- Ilmarë
- Melian
- Ossë
- Pallando
- Radagast
- Salmar
- Saroumane
- Sauron
- Tilion
- Uinen

## Elfes

### Vanyar
- Amarië
- Elemmírë
- Indis
- Ingwë

### Noldor
- Aegnor
- Amras
- Amrod
- Anairë
- Angrod
- Aranwë
- Aredhel
- Caranthir
- Celebrimbor
- Celegorm
- Curufin
- Ecthelion
- Edrahil
- Elemmakil
- Elenwë
- Enerdhil
- Erestor
- Fëanor
- Finarfin
- Findis
- Finduilas
- Fingolfin
- Fingon
- Finrod
- Finwë
- Galadriel
- Gelmir
- Gildor
- Gil-galad
- Glorfindel
- Guilin
- Gwindor
- Idril
- Maedhros
- Maeglin
- Maglor
- Mahtan
- Míriel
- Nerdanel
- Orodreth
- Rúmil
- Turgon
- Voronwë

### Teleri
(inclut Sindar, Nandor, Galadhrim, etc.)
- Amdír
- Amroth
- Annael
- Beleg
- Celeborn
- Celebrían
- Círdan
- Daeron
- Denethor
- Eärwen
- Elmo
- Eöl
- Galadhon
- Galathil
- Galdor
- Haldir
- Ithilbor
- Legolas
- Lúthien
- Mablung
- Mithrellas
- Nimloth
- Olwë
- Oropher
- Orophin
- Saeros
- Thingol
- Thranduil

### Semi-Elfes
- Arwen Étoile du Soir
- Dior Eluchíl
- Eärendil
- Elladan
- Elrohir
- Elrond
- Eluréd
- Elurín
- Elwing

## Hommes

### Edain
- Aerin
- Algund
- Amlach
- Andróg
- Angrim
- Arthad
- Asgon
- Barach
- Baragund
- Barahir
- Belegund
- Bëor
- Bëor le Jeune
- Bereg
- Beren Erchamion
- Boromir
- Boron
- Brandir
- Bregolas
- Bregor
- Dagnir
- Dairuin
- Dorlas
- Eilinel
- Emeldir
- Forweg
- Galdor
- Gethron
- Gorlim
- Grithnir
- Gundor
- Hador
- Haldad
- Haldan
- Haldar
- Haldir
- Haleth
- Handir
- Hareth
- Hathaldir
- Hathol
- Hunthor
- Huor
- Húrin
- Imlach
- Indor
- Lalaith
- Larnach
- Magor
- Malach
- Marach
- Morwen
- Nienor
- Orleg
- Radhruin
- Ragnir
- Ragnor
- Rían
- Sador
- Tuor
- Túrin Turambar
- Urthel

### Dúnedain
(Númenóréens et Gondoriens inclus)
- Adrahil
- Adûnakhôr (Ar-)
- Alcarin (Tar-)
- Aldamir
- Aldarion (Tar-)
- Almarian
- Almiel
- Amandil
- Amandil (Tar-)
- Amlaith
- Anardil
- Anárion
- Anárion (Tar-)
- Anborn
- Ancalimë (Tar-)
- Ancalimon (Tar-)
- Angbor
- Angelimir
- Arador
- Araglas
- Aragorn Ier
- Aragorn II
- Aragost
- Arahad Ier
- Arahad II
- Arahael
- Aranarth
- Arantar
- Aranuir
- Araphant
- Araphor
- Arassuil
- Aratan
- Arathorn Ier
- Arathorn II
- Araval
- Aravir
- Aravorn
- Ardamin (Tar-)
- Argeleb Ier
- Argeleb II
- Argonui
- Arvedui
- Arvegil
- Arveleg Ier
- Arveleg II
- Atanamir (Tar-)
- Atanatar Ier
- Atanatar II
- Barahir
- Belecthor Ier
- Belecthor II
- Beleg
- Belegorn
- Beregond
- Beren
- Bergil
- Boromir
- Borondir
- Calimehtar
- Calmacil
- Calmacil (Tar-)
- Castamir
- Celebrindor
- Celepharn
- Cemendur
- Cirion
- Ciryandil
- Ciryatan (Tar-)
- Ciryatur
- Ciryon
- Damrod
- Denethor Ier
- Denethor II
- Derufin
- Dervorin
- Dior
- Duinhir
- Eärendil
- Eärendur
- Eärnil Ier
- Eärnil II
- Eärnur
- Ecthelion Ier
- Ecthelion II
- Egalmoth
- Elatan
- Eldacar
- Eldarion
- Elendil
- Elendil (Tar-)
- Elendur
- Elros
- Eradan
- Erendis
- Estelmo
- Faramir
- Forlong
- Fuinur
- Galador
- Gilmith
- Gilraen
- Gimilkhâd
- Gimilzagar
- Gimilzôr (Ar-)
- Golasgil
- Hador
- Halbarad
- Hallacar
- Hallas
- Hallatan
- Hatholdir
- Henderch
- Herion
- Herucalmo
- Herumor
- Hirgon
- Hirluin
- Húrin Ier
- Húrin II
- Hyarmendacil Ier
- Hyarmendacil II
- Îbal
- Imrahil
- Imrazôr
- Ingold
- Inzilbêth
- Ioreth
- Iorlas
- Isildur
- Lindórië
- Lothíriel
- Mablung
- Malantur
- Malbeth
- Mallor
- Malvegil
- Mardil
- Meneldil
- Meneldur (Tar-)
- Minardil
- Minastir (Tar-)
- Minohtar
- Narmacil Ier
- Narmacil II
- Númendil
- Ondoher
- Orchaldor
- Ohtar
- Orodreth
- Ostoher
- Palantir (Tar-)
- Pelendur
- Pharazôn (Ar-)
- Rómendacil Ier
- Rómendacil II
- Sakalthôr (Ar-)
- Silmarien
- Siriondil
- Soronto
- Súrion (Tar-)
- Tarcil
- Targon
- Tarannon
- Tarondor
- Telemmaitë (Tar-)
- Telemnar
- Telperien (Tar-)
- Telumehtar
- Thorondir
- Turambar
- Turgon
- Túrin Ier
- Túrin II
- Ulbar
- Valacar
- Valandil
- Valandur
- Vanimeldë (Tar-)
- Vardamir
- Vëantur
- Vorondil
- Zamîn
- Zimrathôn (Ar-)

### Rohirrim
- Aldor
- Baldor
- Brego
- Brytta
- Ceorl
- Déor
- Déorwine
- Dúnhere
- Elfhelm
- Éofor
- Éomer
- Éomund
- Eorl le Jeune
- Éowyn
- Erkenbrand
- Fastred
- Folca
- Folcwine
- Folcred
- Fréa
- Fréaláf
- Fréawine
- Freca
- Gálmód
- Gléowine
- Goldwine
- Gram
- Gríma
- Grimbold
- Guthláf
- Háma
- Helm
- Herefara
- Herubrand
- Horn
- Thengel
- Théoden
- Théodred
- Théodwyn
- Walda
- Wídfara

### Autres
- Ælfwine d'Angleterre
- Aghan
- Bard
- Beorn
- Bór
- Borlach
- Borlad
- Borthand
- Bouche de Sauron
- Brand
- Brodda
- Forthwini
- Bill Fougeron
- Ghân-buri-Ghân
- Grimbeorn
- Khamûl
- Lorgan
- Marhari
- Marhwini
- Prosper Poiredebeurré
- Roi-Sorcier d'Angmar
- Uldor
- Ulfang
- Ulfast
- Ulwarth

## Nains
- Azaghâl
- Balin
- Bifur
- Bofur
- Bombur
- Borin
- Dáin Ier
- Dáin II
- Dís
- Dori
- Durin
- Dwalin
- Farin
- Fíli
- Flói
- Frár
- Frerin
- Frór
- Fundin
- Gamil Zirak
- Gimli
- Glóin
- Gróin
- Grór
- Ibun
- Khîm
- Kíli
- Lóni
- Mîm
- Náin Ier
- Náin II
- Náin
- Náli
- Nár
- Narvi
- Nori
- Óin
- Ori
- Telchar
- Thorin Ier
- Thorin II
- Thorin III
- Thráin Ier
- Thráin II
- Thrór

## Ents
- Fimbrethil
- Finglas
- Fladrif
- Osfayard (Osdehétu dans l'ancienne traduction)
- Sylvebarbe
- Vifsorbier

## Orques
- Azog
- Bolg
- Golfimbul
- Gorbag
- Grishnákh
- Lagduf
- Lugdush
- Mauhúr
- Muzgash
- Radbug
- Shagrat
- Snaga
- Ufthak
- Uglúk

## Animaux
- Arachne
- Ancalagon
- Arod
- Arroch
- Asfaloth
- Bill
- Carcharoth
- Draugluin
- Felaróf
- Glaurung
- Gripoil
- Gros Nigaud (Gros Balourd dans l'ancienne traduction)
- Gwaihir
- Hasufel
- Huan
- Landroval
- Meneldor
- Nahar
- Nivacrin
- Piedléger
- Roäc
- Rochallor
- Scatha
- Smaug
- Stybba
- Thorondor
- Windfola

## Autres
- Baie d'Or
- Tom Bombadil
- Eru Ilúvatar
- Thuringwethil
- Ungoliant